# Ffred
Cette page présente le prénom Ffred ainsi que ses variantes.
Ffred est un prénom masculin gallois.

## Personnalités portant ce prénom
- Ffred Ffransis (en) (né en 1948), linguiste et activiste gallois
- Alun Ffred Jones (en) (né en 1949), homme politique gallois

## Référence
1. ↑  (en) « 10th Century Frisian Masculine Names », sur heraldry.sca.org (consulté le 28 décembre 2017)